# Карамба!
Карамба! је дванаести студијски и двоструки албум босанскохерцеговачке рок групе Забрањено пушење, објављен 3. јуна 2022. године у издањима зеничког Тропика и стриминг платформи.

## Снимање
Током 2020. и 2021. године чланови групе снимили су 16 нових песама за овај дупли албум у загребачком студију Плави филм. Аранжман свих песама на албуму заједнички потписују продуценти Давор Сучић и Тони Ловић као и чланови групе. Једини гост на албуму је хрватски блуз музичар и хармоникаш Томислав Голубан. Група сарађује са Елвисом Ј. Куртовићем на овом албуму први пут после 15 година паузе. Елвис Ј. Куртовић је био члан групе током 1990-их.
Један од аутора песме "Не окрећи се сине" Горан Костић преминуо је 2017. године.

## Промоција
Бенд је најавио дупли албум са новим синглом и спотом за песму "Екрем". Спот је режирао Томислав Фикет, а у улози Екрема је глумац Асим Угљен.
Претходно, у јуну 2020. године, објављен је сингл и спот за песму "Корона хит позитиван". Песма је настала у сарадњи са Елвисом Ј. Куртовићем, бившим чланом групе, и налази се на овом албуму.

## Списак песама
Референца: ЗАМП
| №               | Назив                      | Аутор(и)                              | Трајање |  |
| 1.              | Човјек старог кова         | Давор Сучић Тони Ловић                | 4:46    |  |
| 2.              | Уздигнута чела             | Сучић Ловић                           | 4:28    |  |
| 3.              | Не окрећи се сине          | Горан Костић Ненад Пејчић Сучић Ловић | 3:00    |  |
| 4.              | Ратна генерација           | Сучић Ловић                           | 4:16    |  |
| 5.              | Корона хит позитиван       | Мирко Срдић Сучић Ловић               | 4:25    |  |
| 6.              | Екрем                      | Сучић Ловић                           | 4:07    |  |
| 7.              | Добар човјек               | Сучић Срдић Ловић Томислав Андрић     | 4:03    |  |
| 8.              | Блуес предсједника општине | Сучић Ловић Ненад Величковић          | 5:14    |  |
| Укупно трајање: | Укупно трајање:            | Укупно трајање:                       | 34:19   |  |

| №               | Назив                          | Аутор(и)          | Трајање |  |
| 1.              | Штрајк                         | Сучић Срдић Ловић | 2:03    |  |
| 2.              | Половни Фендер и напукнути Шур | Сучић Ловић       | 4:28    |  |
| 3.              | Црна врата                     | Сучић Ловић       | 4:19    |  |
| 4.              | Испод радара                   | Сучић Срдић       | 4:51    |  |
| 5.              | Нови је вијек                  | Срдић Сучић Ловић | 5:11    |  |
| 6.              | Кажу да сам пук'о              | Сучић Срдић Ловић | 3:06    |  |
| 7.              | Вријеме играча                 | Сучић Ловић       | 4:04    |  |
| 8.              | Правда за Ведрана              | Сучић Ловић       | 4:49    |  |
| Укупно трајање: | Укупно трајање:                | Укупно трајање:   | 32:51   |  |

## Извођачи и сарадници
Пренесено с омота албума.
Забрањено пушење
- Давор Сучић "Сејо Сексон" – вокал, пратећи вокал
- Тони Ловић – електрична и акустична гитара
- Бранко Трајков – бубњеви, удараљке, пратећи вокал
- Роберт Болдижар – виолина, виолончело, клавијатуре, пратећи вокал
- Дејан Орешковић – бас-гитара
- Анђела "Енџи" Зебец – вокал, пратећи вокал, удараљке

Гостујући музичари
- Томислав Голубан – усна хармоника (песме Диск 1: 6; Диск 2: 1, 2, 5)

Продукција
- Давор Сучић "Сејо Сексон" – продукција, аранжман
- Тони Ловић – продукција, аранжман, програмирање, инжењеринг звука, миксање, мастеринг
- Дејан Орешковић – аранжман
- Роберт Болдижар – аранжман
- Бранко Трајков – аранжман
- Дарио Витез – извршни продуцент
- Матео Патекар – техничар
- Крешимир Јурина – техничар
- Домагој Марушић "Брада" – техничар

Дизајн
- Томислав Фикет – дизајн омота
- Идеологија (дизајн студио из Сарајева, БИХ) – опрема омота
- Саша Миџор Сучић – фотографија